# Општина Шипоте (Јаши)
Шипоте (рум. Şipote) општина је у Румунији у округу Јаши.
Oпштина се налази на надморској висини од 52 m.